# 三池照鳳
三池 照鳳（みいけ しょうほう、嘉永元年（1848年） - 明治29年（1896年））は、千葉県埴生郡成田村生まれの真言宗智山派の僧侶。成田山新勝寺中興14代貫首。成田山札幌別院新栄寺初代住職。。

## 銅像
千葉県]成田市田町の成田山公園には、「三池照鳳大僧正像」という銅像がある。